# William Crawford
Pour les articles homonymes, voir William Crawford (homonymie) et Crawford.
William Crawford (né le 2 septembre 1732, mort le 11 juin 1782) était un militaire et topographe américain qui travailla dans l'Ouest américain comme agent de George Washington. 

## Biographie
Crawford combat lors de la guerre de la Conquête et de la guerre d'indépendance des États-Unis. 
Il conduit l'expédition Crawford dans l'Ohio en 1782. Vaincu, il est fait prisonnier. Il est torturé et brulé vif par des Amérindiens le 11 juin 1782.

### Sources et bibliographie
- (en) Cet article est partiellement ou en totalité issu de l’article de Wikipédia en anglais intitulé « William Crawford (soldier) » (voir la liste des auteurs).
- (en) James H. Anderson, « Colonel William Crawford », Ohio Archæological and Historical Publications, Columbus, Ohio Archæological and Historical Quarterly, vol. 6, no 1,‎ 1898.
- (en) Mark Mayo III. Boatner, Encyclopedia of the American Revolution: Library of Military History, 2e éd., 2 vols., éd. par Harold E. Selesky, Détroit : Scribner's, 2006.  (ISBN 0-684-31513-0).
- (en) Consul Willshire Butterfield, An historical account of the expedition against Sandusky under Col. William Crawford in 1782, Cincinnati, Clarke, 1873, 403 p..
- (en) Sarah E. Miller, « William Crawford », dans Gregory Fremont-Barnes et Richard Alan Ryerson, The encyclopedia of the American Revolutionary War : a political, social, and military history, vol. 1, Santa Barbara, ABC-CLIO, 2006 (ISBN 1-85109-408-3), p. 311-313.
- (en) James H. III O'Donnell, « William Crawford » dans American National Biography. 5:710–11. éd. John A. Garraty and Mark C. Carnes, New York, Oxford University Press, 1999,  (ISBN 0-19-512784-6).